# تنظيم الدولة الإسلامية - ولاية باكستان
تنظيم الدولة الإسلامية – ولاية باكستان هي الفرع الباكستاني التنظيم الدولة الإسلامية (داعش).

## تاريخ
في مايو 2019، أعلنت الدولة الإسلامية عن إنشاء مقاطعة باكستان على وكالة أعماق للأنباء. قبل إنشاء ولاية باكستان، كانت ولاية خراسان مسؤولا عن أنشطة الدولة الإسلامية في جميع أنحاء باكستان. ولاية خراسان مسؤوله عن انشاط داعش في خيبر بختونخوا التي اغلبيتها البشتون، وولاية باكستان مسؤوله عن البنجاب، وبلوشستان باكستان، وبلوشستان إيران، وكذلك في السند وآزاد كشمير، التي اغلبيتهم البنجابيون، البلوش، السنديون، والكشميريون. بعد فترة وجيزة من إنشائها، قتل ولاية باكستان شرطيا باكستانيا في ماستونغ ومقاتل طالبان باكستان في كويتا. قتل ولاية باكستان أيضا لاجئي الهزارة الشيعة. مباشرة بعد إنشاء ولاية باكستان، دعت حكومة محافظة بنجاب إلى اتخاذ تدابير ضدهم.
أعلن تنظيم الدولة الإسلامية في باكستان مسؤوليته عن تفجير سيبي 2024 وتفجيرات بلوشستان 2024.
في 15 أبريل 2025، تم استهداف حافلة تقل أفرادًا من قوات الأمن الباكستانية بعبوة ناسفة بدائية الصنع، مما أسفر عن مقتل ثلاثة جنود وإصابة عشرين آخرين. أعلن تنظيم الدولة الإسلامية - ولاية باكستان، وهو فرع إقليمي لتنظيم الدولة الإسلامية، مسؤوليته عن الهجوم.